# Rocío Bermúdez Contreras
María del Rocío Bermúdez Contreras (Carmona, 1892-Madrid, 7 de febrero de 1931), fue una bailarina acróbata ecuestre y artista de circo española.

## Biografía
Rocío Bermúdez estuvo casada con el payaso Emilio Aragón Foureaux, más conocido como Emig. Bermúdez y Aragón son los padres de los célebres Gaby, Fofó y Miliki —Los Payasos de la Tele— y Rocío —bailarina de flamenco y coreógrafa que también actuó con sus hermanos—; pertenecientes a la saga de la familia Aragón.
Falleció en febrero de 1931 y fue enterrada en el Cementerio de Vallecas en Madrid.